# Beschreibung eines Sommers
Beschreibung eines Sommers ist ein deutscher Liebesfilm der DEFA von Ralf Kirsten aus dem Jahr 1962. Er entstand nach dem gleichnamigen Roman von Karl-Heinz Jakobs.

## Handlung

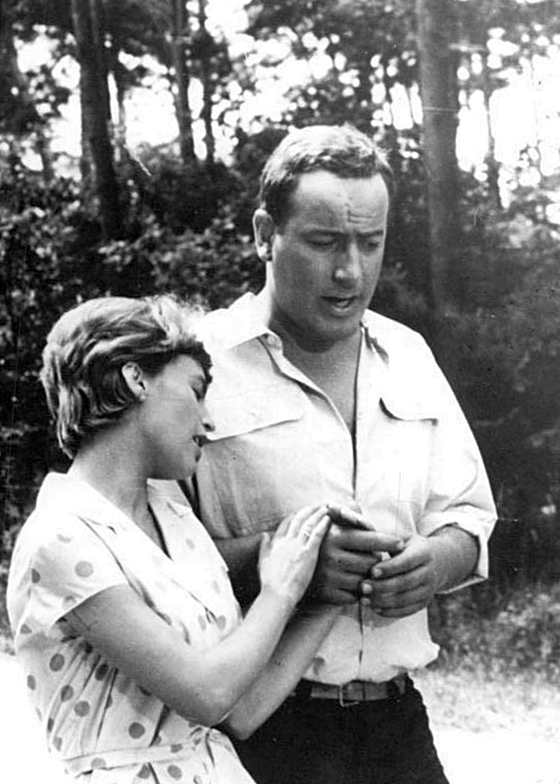
Christel Bodenstein und Manfred Krug während der Dreharbeiten

Tom Breitsprecher ist ein ausgezeichneter Ingenieur, jedoch auch ein Frauenheld. Den heißen und trockenen Sommer, von dem er rückblickend erzählt, verbrachte er mit Reisen und unbedeutenden Affären und ist froh, wieder in Berlin zu sein. Er lebt unangepasst, ist ein Schulabbrecher und hat sich mit Mitgliedern der FDJ bereits in den späten 1940er-Jahren so leidenschaftlich gestritten, dass sie ihn gar nicht erst anzuwerben versuchten. Nun soll der Berliner auf Betreiben seines langjährigen Freundes Schibulla auf der Großbaustelle Wartha den Bau eines Industriekomplexes leiten – der von engagierten, aber ungelernten jungen FDJlern ausgeführt werden soll, die sich dafür ein Jahr von ihrer eigentlichen Arbeit haben freistellen lassen. Fleischer sind darunter und andere Arbeiter, jedoch keiner, der sich mit Beton auskennt. Tom begegnet den Arbeitern mit Verachtung und Hohn; die FDJ-Sekretärin Grit, die ihn agitieren und anwerben will, weist er mit Zynismus ab.
Die Moral unter den Freiwilligen sinkt. Zwar sind sie alle freiwillig da und voller Idealismus, wollen für ihre Mühe jedoch auch Anerkennung. Erst Grit schafft es, Toms Zynismus zu durchbrechen. Sie glaubt, dass er insgeheim Teil ihrer Gemeinschaft sein will – mit inzwischen 30 Jahren würde er jedoch schon seines Alters wegen nicht mehr in die FDJ aufgenommen werden. Zwischen Tom und der verheirateten Grit entwickelt sich eine zarte Affäre, zumal sie ihren in Oelsnitz gebliebenen Ehemann zwar achtet, aber nicht liebt. Beide versuchen, ihr Verhältnis geheim zu halten, doch geht dies auf Dauer nicht. Vor allem Grit gerät in Konflikt mit der Partei und soll sich auf Betreiben unter anderem von Schibulla mit ihrem Mann aussprechen. Sie bleibt jedoch in Wartha bei Tom. Schibulla erklärt, dass beider Verhalten mit der Partei besprochen werden wird und dies möglicherweise einen Ausschluss Grits aus der Partei zur Folge haben wird. Grit verspricht, klare Verhältnisse zu schaffen, steht jedoch bis zum Ende zu ihrer Liebe zu Tom.

## Produktion

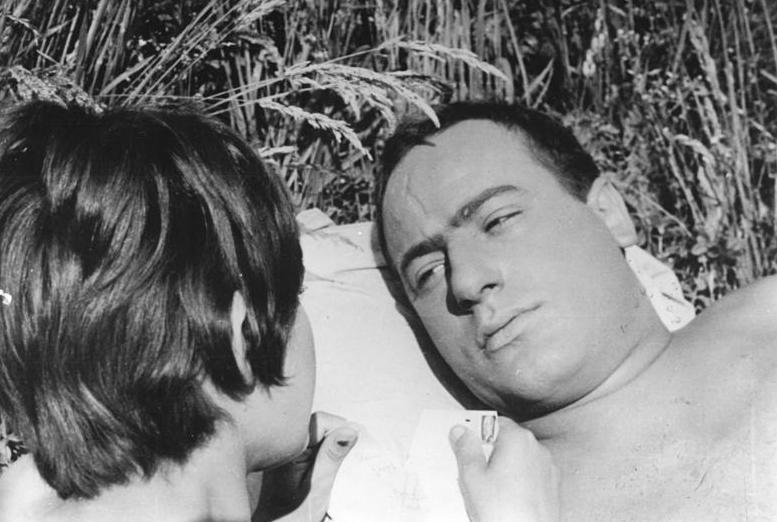
Christel Bodenstein und Manfred Krug in einer Szene des Films

Karl-Heinz Jakobs verfasste die Romanvorlage des Films, nachdem er bis 1956 als Maurer beim Bau eines Kraftwerks mitgearbeitet hatte, dabei jedoch auch mit dem Bau kritisch gegenüberstehenden Ingenieuren ins Gespräch kam. Als Recherche für den Roman diente ihm zudem der Bau der PCK-Raffinerie in Schwedt. Der Roman wurde in der DDR ein großer Erfolg und erlebte von 1961 bis 2008 bereits 17 Auflagen mit rund 500.000 verkauften Exemplaren.
Die Dreharbeiten zur Verfilmung des Romans begannen im Sommer 1962 auf der Baustelle der PCK-Raffinerie in Schwedt, wo dem Drehteam eigene Flächen zum Dreh und reale Bauarbeiter als Statisten zur Verfügung gestellt wurden. Wie der Roman stellte auch der Film die Liebesgeschichte in den Mittelpunkt, was den stellvertretenden Kulturminister Hans Rodenberg zu Protesten an die DEFA bewog. Rodenberg bezeichnete das Filmprojekt als „parteifeindlich“ und empfahl der DEFA, das Ende politisch wirksamer umzuschreiben. Dies jedoch geschah nicht. Besonderheiten des Films sind, dass er keine „Ende“-Einblendung besitzt. Obwohl über weite Teile des Films Grits Ehemann eine Rolle spielt, tritt er im Film nicht persönlich in Erscheinung.
Die Premiere des Films fand am 15. Januar 1963 im Kulturhaus des Erdölverarbeitungskombinats Schwedt statt. Der Film war dem VI. Parteitag der SED in Berlin gewidmet und wurde vom Staatsratsvorsitzenden Walter Ulbricht lobend erwähnt, obwohl dieser den Film gar nicht gesehen hatte. Beschreibung eines Sommers wurde ein großer Erfolg und verzeichnete im ersten Jahr rund drei Millionen Kinobesucher. Zudem wurden die Namen Tom und Grit in den frühen 1960er-Jahren in der DDR beliebte Kindernamen.

## Kritik
Die zeitgenössische Kritik lobte den Film und die Hauptfiguren, „in denen sich in eigenwilliger Weise unsere Zeit widerspiegelt.“ Krug und Bodenstein seien auf den ersten Blick jedoch eine „überraschende Besetzung des komplizierten Liebespaares“. Ihre gemeinsamen Szenen „bestechen durch ihre poesievolle, schwer zu definierende, aber wunderbar nachzuempfindende Stimmung.“
Auch rückblickend wurde der Film positiv bewertet: „Damals haben wir diesen Film durchaus als Widerschein unserer eigenen Vorstellungen und Empfindungen von der Realität aufgenommen […] Heute, da man den Film im Gesamtzusammenhang der sechziger Jahre sehen kann, behauptet er sein Gewicht.“
Der Filmdienst bezeichnete Beschreibung eines Sommers als „formal überzeugende[n] und für seine Entstehungszeit ungewöhnlich offene[n] DEFA-Film. Die Sympathien gehören dem von Krug verkörperten Individualisten, der mit Kritik an ideologischen Phrasen nicht hinter dem Berg hält. Er war ein thematischer Vorläufer des später verbotenen DEFA-Films Spur der Steine.“